# Road Tapes, Venue 1
Road Tapes, Venue #1 es un doble álbum en directo de Frank Zappa, publicado póstumamente el 31 de octubre de 2012, por Zappa Family Trust en Vaulternative Records. Fue grabado en el Kerrisdale Arena de Vancouver, el 25 de agosto de 1968.  Esta es la versión oficial # 92.

## Lista de canciones
Todas las canciones escritas y compuestos por Frank Zappa excepto dónde se dice.

### Disco uno
1. "The Importance of an Earnest Attempt (By Hand)" – 3:44
2. "Help, I'm a Rock/Transylvania Boogie" – 9:30
3. "Flopsmash Musics" – 4:50
4. "Hungry Freaks, Daddy" – 3:59
5. "The Orange County Lumber Truck" – 20:57
6. "The Rewards of a Career in Music" – 3:29

### Disco dos
1. "Trouble Every Day" – 5:08
2. "Shortly: Suite Exists of Holiday in Berlin Full Blown" – 9:29
3. "Pound for a Brown" – 3:13
4. "Sleeping in a Jar" – 3:23
5. "Oh, in the Sky" – 2:42
6. "Octandre" – 7:40 (Varèse)
7. "King Kong" – 10:17

## Personal
- Frank Zappa – guitarra, voz
- Bunk Gardner – vientos, voz
- Motorhead Sherwood – saxo barítono, pandereta, armónica
- Don Preston – teclados
- Ian Underwood – teclados, vientos
- Roy Estrada – bajo, voz
- Jimmy Carl Black – batería, voz
- Art Tripp III – batería, percusión